# Esteban Lucich
Esteban Lucich (Dubrovnik, 1883 - Buenos Aires, 1955) fue un anarquista argentino de origen croata, autor del asesinato del miembro de la Liga Patriótica Argentina, Ernesto Pérez Millán Temperley, quien había acabado a su vez con la vida del anarquista Kurt Wilckens. También mató a otros 2 hombres antes y después del asesinato de Pérez Millán.

## Vida
Nació en Dubrovnik (Croacia), en 1883. De pequeño emigró a la Argentina. Trabajó como sirviente del doctor Francisco de la Vega, en Buenos Aires. El médico, al notar que Lucich mostraba algunos signos de enfermedad mental, lo despidió de su empleo en 1919. Lucich (entonces de 26 años) lo asesinó. Fue condenado a 17 años y medio de prisión. Debido a sus manifiestos desequilibrios mentales, Lucich fue trasladado al Hospicio Vieytes de Buenos Aires. Allí era tenido por una figura simpática y se le permitía libre acceso a todos los sectores del hospicio.
En abril de 1925 trabó amistad con Germán Boris Vladimirovich (1876-1927), un profesor anarquista ilegalista ruso que había sido condenado a cadena perpetua por haber participado en un asalto con fines políticos. Vladimirovich había fingido locura para ser trasladado al hospicio desde su cautiverio en el penal de Ushuaia y así poder eliminar a Jorge Ernesto Pérez Millán Témperley (el asesino del anarquista Kurt Wilckens), que también estaba internado para evadir la cárcel. Vladimirovich había conseguido un revólver desde el exterior, pero no tenía acceso al área donde se encontraba la celda de Pérez Millán. Entonces Vladimirovich ―enterado de que Lucich fungía como sirviente de Pérez Millán― le contó la historia de la Patagonia Rebelde (la masacre de 1500 obreros patagónicos) y lo convenció así de que asesinara a Pérez Millán.

En la mañana del 9 de noviembre de 1925, Pérez Millán leía una carta de su jefe en la Liga Patriótica y amigo personal, Manuel Carlés, mientras esperaba que Lucich le trajera el desayuno. Al rato entró el yugoslavo con el servicio. Cuando Millán tomó la bandeja, su sirviente extrajo un revólver de entre sus ropas y le dijo: «Esto te lo manda Wilckens», y le disparó certeramente en el pecho. Pérez Millán murió al día siguiente.
Felipe Pigna

Herido, Pérez Millán logró desarmar a Lucich, pero murió a causa de la gravedad de sus heridas tras todo un día de agonía.
Si bien Lucich había sido afiliado a la FORA, y tenía alguna simpatía por el anarcosindicalismo, se cree que no actuó por esta razón, sino por la instigación de Vladimirovich. 
En 1932 asesinó al doctor Ramón Benedicto Cisternas. Murió en 1955, en el Hospicio de las Mercedes (actual Hospital Borda) a los 72 años.